# Witaliusz Demczuk
Witaliusz Demczuk (ur. 20 marca 1916 w Wozniesieńsku, zm. 12 stycznia 1984 w Radomiu) – żołnierz Wojska Polskiego II RP, działacz PTTK w Radomiu.

## Życiorys[1]

### Edukacja
Witaliusz Demczuk urodził się 20 marca 1916 w rodzinie polskiej w miejscowości Wozniesieńsk w obwodzie mikołajowskim na południu Ukrainy. 
Młode lata spędził na terenie II RP: w Równem na Wołyniu, a następnie w Brześciu, gdzie ukończył szkołę średnią dyplomem technika kolejowego.
Służbę wojskową rozpoczął w Centrum Wyszkolenia Saperów, następnie do 1937 roku w Szkole Podchorążych Saperów w Modlinie, gdzie uzyskał stopień podchorążego.

### Okres II Wojny Światowej
31 sierpnia 1939 roku został zmobilizowany i przydzielony do 80 pułku piechoty w Słonimiu. Brał udział w walkach Samodzielnej Grupy Operacyjnej „Polesie”. Jako zastępca dowódcy plutonu technicznego uczestniczył w obronie Kocka, Serokomli, Adamowa, Wojcieszkowa, Krzywdy oraz w przeprawie przez rzekę Tyśmienicę.
W wyniku kapitulacji Samodzielnej Grupy Operacyjnej „Polesie” 7 października 1939 roku dostał się do niemieckiej niewoli jenieckiej. W niewoli, w Stalagu II A w Neubrandenburgu przebywał do 28 kwietnia 1945 roku.

### Praca zawodowa
Po powrocie z niewoli pracował w Lublinie, Dzierżoniowie, a od września 1949 w Radomskim Przedsiębiorstwie Robót Instalacyjnych w Radomiu. Na emeryturę przeszedł w 1976.

### Działalność w PTTK
W ramach działalności turystyczno-krajoznawczej Witaliusz Demczuk realizował się zarówno jako instruktor jak i animator turystyki pieszej współorganizując i prowadząc obozy wędrowne, wycieczki i wędrówki, zarówno na terenie województwa radomskiego jak również m.in. w Bieszczadach, Tatrach i Sudetach.
Opracował oraz brał udział w wytyczeniu ok. 400 km szlaków na terenie Puszczy Kozienickiej. Przebiegający przez puszczę szlak czerwony został nazwany jego nazwiskiem.
Był sekretarzem Zarządu Oddziału PTTK w Radomiu, przewodniczącym Komisji Turystyki Pieszej i Górskiej, członkiem Plenum Zarządu Okręgu PTTK w Kielcach i członkiem Okręgowej Komisji Turystyki Pieszej w Kielcach.